# دیگو آگوادو
دیگو آگوادو (انگلیسی: Diego Aguado؛ زادهٔ ۷ فوریهٔ ۲۰۰۷) بازیکن فوتبال اهل اسپانیا است که در حال حاضر برای باشگاه فوتبال رئال مادرید کاستیا در پست مدافع بازی می‌کند. 
از باشگاه‌هایی که در آن بازی کرده است می‌توان به باشگاه فوتبال رئال مادرید اشاره کرد.
وی همچنین در تیم‌های ملی فوتبال زیر ۱۷ سال اسپانیا، زیر ۱۸ سال اسپانیا و زیر ۱۹ سال اسپانیا بازی کرده است.